# ピアノ協奏曲第2番 (ラフマニノフ)
ピアノ協奏曲第2番 ハ短調 作品18（ピアノきょうそうきょくだい2ばんハたんちょうさくひん18）は、ロシアの作曲家セルゲイ・ラフマニノフが作曲した2番目のピアノ協奏曲である。

## 概要
作曲時期は、1900年秋から1901年4月。1900年12月2日に従兄のアレクサンドル・ジロティの指揮、作曲者のピアノで第2楽章と第3楽章が初演された後、1901年11月9日（ユリウス暦 10月27日）に、同じ指揮者・ソリストにより全曲が初演された。その屈指の美しさによって、協奏曲作家としての名声を打ち立てたラフマニノフの出世作である。発表以来、あらゆる時代を通じて常に最も人気のあるピアノ協奏曲のひとつであり、ロシアのロマン派音楽を代表する曲の一つに数えられている。
多くのラフマニノフのピアノ曲と同じく、ピアノの難曲として知られ、きわめて高度な演奏技巧が要求される。たとえば第一楽章冒頭の和音の連打部分において、ピアニストは一度に10度の間隔に手を広げることが要求されており、手の小さいピアニストの場合はこの和音塊をアルペッジョにして弾くことが通例となっている。

## 作曲の経緯

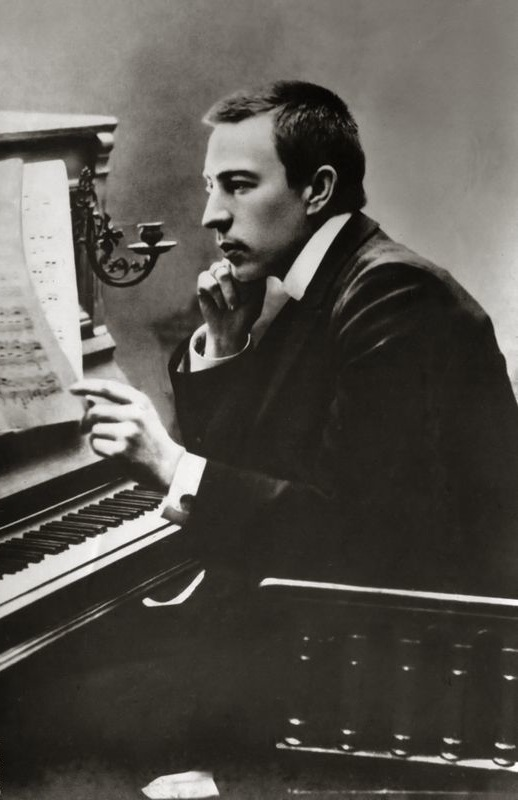
ラフマニノフ、1900年代初頭

ラフマニノフの《交響曲第1番》は、今でこそ重要な業績と看做されているが、1897年の初演時には批評家の酷評に遭った。私生活における問題も相俟って、ラフマニノフは鬱傾向と自信喪失に陥り、創作不能の状態となる。1899年にロンドン・フィルハーモニック協会の招きでイギリスに渡ったラフマニノフは、ここでピアノ協奏曲の作曲依頼を受け創作を開始するが、再び強度の精神衰弱におそわれる。
しかし、1900年に友人のすすめでニコライ・ダーリ博士の催眠療法を受け始めると快方に向かい、同年夏には第2、第3楽章をほぼ完成させた。最大の難関として立ちはだかった第1楽章も同年12月頃に書き始め、1901年春には全曲を完成させた。初演は大成功に終わり、その後も広く演奏されて圧倒的な人気を得た。本作品の成功は、ラフマニノフがそれまでの数年間にわたるうつ病とスランプを抜け出す糸口となった。作品は、ラフマニノフの自信回復のためにあらゆる手を尽くしたニコライ・ダーリ博士に献呈された。
この逸話は本作品の成立過程を語るうえで欠かせないエピソードとして広く知られているが、近年これに対して懐疑的な見解も示されるようになってきている。
まず、作曲者が当時「うつ病」「精神衰弱」だったとされる点については、交響曲第1番初演の失敗からほどなくラフマニノフはモスクワ・マーモントフ歌劇場の指揮者に就任し大成功を収め、その後ピアニストとしてロンドンで海外デビューを果たし、さらにはいくつかのピアノ曲や歌曲など少数ではあるものの作曲活動も継続している。これらのことから、彼が多忙さのあまり心身が衰弱気味だったことはあり得たとしても、「うつ病」と言われるほど重篤な状態だったとは考えにくく、むしろ音楽家としては充実期であったとさえ言える、とする指摘がある。
次に「ダーリ博士との出会いが無ければこの曲は生まれなかった」という通説については、治療が彼の創作意欲にどの程度の影響を与えたか今となっては知る術もないが、本作を献呈していることからも博士に一定以上の感謝と敬意を抱いていたであろうことは疑いの余地がない。しかし、ラフマニノフが催眠療法を受けていたのは本作が完成する1年以上前（1900年の1～3月）、それもわずか数回だったとされる。心身の健康を取り戻し創作活動を軌道に乗せるきっかけの一つではあったにせよ、あたかも本作成立における唯一無二の原動力だったとするかのような従来の評価は、今後の研究次第では見直しが必要となる可能性もある。

## 楽器編成
伝統的な2管編成。演奏時間は約35分。
- 木管楽器
  - フルート2、オーボエ2、クラリネット（B♭管およびA管）2、ファゴット2
- 金管楽器
  - ホルン（F管）4、トランペット（B♭管）2、テナートロンボーン2、バストロンボーン1、チューバ
- 打楽器・その他
  - ティンパニ、バスドラム（第3楽章のみ）、シンバル（第3楽章のみ）、独奏ピアノ
- 弦楽器
  - 第1ヴァイオリン、第2ヴァイオリン、ヴィオラ、チェロ、コントラバス

## 楽曲構成
伝統的な3楽章構成である。

### 第1楽章
Moderato, ハ短調、2分の2拍子、自由なソナタ形式
主題呈示部に先駆けて、ピアノ独奏がロシア正教の鐘を模した、ゆっくりとした和音連打を、クレシェンドし続けながら打ち鳴らす。導入部がついに最高潮に達したところで主部となる。
主部の最初で、オーケストラのトゥッティがロシア的な性格の旋律を歌い上げるが、その間ピアノはアルペッジョの伴奏音型を直向きに奏でるにすぎない。この長い第1主題の呈示が終わると、急速な音型の移行句が続き、それから変ホ長調の第2主題が現れる。第1主題がオーケストラに現れるのに対し、より抒情的な第2主題は、まずピアノに登場する（ちなみにピアノ独奏は、第1主題の伴奏音型から移行句まで、急速な装飾音型を奏で続ける。これらの音型は、しばしば鈴と誤解されやすいが、ロシア正教会の小さな鐘を模している）。
劇的で目まぐるしい展開部は、楽器法や調性を変えながら両方の主題の音型を利用しており、この間に新たな楽想がゆっくりと形成される。展開部で壮大なクライマックスを迎えると、恰も作品を最初から繰り返しそうになるが、再現部 (Maestoso) はかなり違った趣きとなる。ピアノの伴奏音型を変えて第1主題の前半部分が行進曲調で再現された後、後半部分はピアノによって再現される。そして第2主題は移行句なしで再現され、入念にコーダを準備する。
第1楽章においてピアノ独奏は特異なことに、第1主題の主旋律の進行を、完全にオーケストラ、特に弦楽合奏に委ねている。ピアノの演奏至難なパッセージの多くが、音楽的・情緒的な必要性から使われており、しかも伴奏として表立って目立たないこともあり、聴き手にピアノの超絶技巧の存在を感付かせない。ピアノはオーケストラのオブリガート的な役割に徹することで、時には室内楽的な、時には交響的な印象を生み出すのに役立っている。

### 第2楽章
Adagio sostenuto, ホ長調、4分の4拍子、序奏付きの複合三部形式

ピアノ独奏の上にフルートが入る第2楽章の第1主題冒頭

盛り上がった第1楽章が終わると、それと好対照をなす緩徐楽章が弦楽合奏のppで神秘的な始まりを告げる。弦楽合奏の序奏は、ハ短調の主和音から、クレシェンドしながら4小節でホ長調へ転調しピアノ独奏を呼び入れる。このピアノによるアルペッジョは1891年に作曲された六手のピアノのための「ロマンス」の序奏から採られている。この部分はピアノの右手が1小節に三連符4個の塊が3つで組まれている。そのリズム上に2拍目からフルートの甘美で息の長いメロディーが入ってくる。その後4分の4拍子と2分の3拍子が混じりつつ、最初フルートで奏でられたメロディーがクラリネット、ピアノ、ヴァイオリンへと受け継がれていく。テンポが上がり、ピアノが第2主題を思い悩むかのように短調で奏でる。ファゴットや低弦、更にフルートとオーボエなどと絡み、ピアノがメロディーを奏でて2回盛り上がる。その後ピアノソロになりテンポも上がり華やかな分散和音の後オーケストラと絡んで、ピアノのカデンツァへと進む。その後tempo Ⅰで最初の3連符4個の塊が3つのピアノの音型になり、その上に最初のメロディーをヴァイオリンが奏でて再現する。その後、美しく短い終結部に入る。ここではピアノの右手が和音を波のように揺れて奏で、最後はピアノだけで2楽章を優しく静かにまとめる。

### 第3楽章
Allegro scherzando, ハ短調 - ハ長調、2分の2拍子
最初に聞こえるホ長調の旋律は、循環形式によって第1楽章から引き出されている。その後の主たる楽想は明確な2つの対照的な主題を持ちながらも、前楽章で用いられたモチーフを断片的に使ったり、2つの主題を融合するなど、既存の形式にこだわらない自由な書法で書かれている。副主題をもつ変奏曲、あるいは変則的なロンドとも解釈することが出来る。
スケルツォ的な気まぐれな性格が認められる第1主題と、より抒情的な第2主題が交互に現れ、最後のピアノのカデンツァの後にハ長調で全合奏 (Maestoso) で二つの主題が融合されて盛り上がるシーンは圧巻で、高い演奏効果をもたらす。

## 伴奏音楽としての利用例
- イギリス映画『逢びき』（1945年）や、マリリン・モンロー主演のアメリカ映画『七年目の浮気』に利用されて有名になった。この演奏を担当したのはヴィルヘルム・バックハウスに絶賛されたアイリーン・ジョイスである。前者では、大人の純愛のムード醸成手段として、後者では、浮気男の妄想をかき立てる小道具として利用されている。近年では、ディズニー映画『プリティ・プリンセス2/ロイヤル・ウェディング』にも利用された。『スパイダーマン3』では、ハリーの部屋に流れている。
- フィギュアスケートでは伊藤みどりが本作品のフィナーレと「ピアノ協奏曲 第1番」を編集して、オリンピックのフリープログラム用の音楽に用いた（1992年アルベールビルオリンピック銀メダル）。最近では女子シングルの村主章枝や（2006年トリノオリンピック4位）、男子シングルの髙橋大輔（2007年世界選手権2位）が本作品第1、第2楽章のダイジェストを、2014年シーズンの浅田真央が第1楽章のダイジェストを競技に使用している。
- アニメ『巌窟王』において、ユージェニーがこの協奏曲を弾いている。
- 漫画『のだめカンタービレ』において、物語の重要な転換点で主人公の千秋真一がこの曲のピアノを演奏している。
- バラエティ 『名曲探偵アマデウス』(NHK)第12話で用いられている。
- ソチオリンピック閉会式では「ピアニスト大国ロシア」を題材にしたアトラクションで、デニス・マツーエフによって第1楽章が演奏された（ラフマニノフ自身がロシアを代表するピアニスト）。
- テレビドラマ『花子とアン』（NHK連続テレビ小説）において、安東はな（吉高由里子）と村岡英治（鈴木亮平）の逢い引きの場面で第1楽章が使用されている。
- 1982年に当時の国鉄が制作した「フルムーン夫婦グリーンパス」のテレビCMで、第3楽章の終結部の旋律が背景音楽として使用された。ただし、後半部の演奏構成や旋律の一部が30秒尺に収まるよう改変されている。
- テレビドラマ『前略おふくろ様』第23話で、岡野次郎兵衛（大滝秀治）が若き日の妻との思い出を語る長い独白の場面で第1楽章が使用されている。
- テレビドラマ『それでも、生きていく』（フジテレビ）において第2楽章が挿入曲として使用されている。演奏は辻井伸行。

## ポピュラー音楽での利用
- フランク・シナトラが歌った"I Think of You"は第1楽章の第2主題が原曲である（1957年のアルバム"Where Are You?"に収録）。
- エリック・カルメンが、第2楽章の主題を全米2位のバラード「オール・バイ・マイセルフ」の原曲に使っている。また後には、ラフマニノフの《交響曲 第2番》第3楽章を原曲にして「恋にノータッチ」をヒットさせた。
- X JAPANのYOSHIKIが、ライブにおいて彼自身のドラムソロで使用している。
- ミューズは第1楽章を基にして、"Space Dementia"および"Megalomania"（アルバム『オリジン・オブ・シンメトリー』所収）、更に第3楽章を基にして"Butterflies and Hurricanes"（アルバム『アブソルーション』）などを発表している。
- ヴォーカルグループのゴスペラーズがこの曲の第三楽章のメロディーをモチーフにした「Sky High」を発売した。
- フレディ・マーキュリーの自作アルバムの「バルセロナ（Barcelona）」ではスペインのソプラノ歌手、モンセラート・カバリェと、第1楽章をモチーフを用いた"THE FALLEN PRIEST（Rachmaninov's Revenge）"を作曲して歌っている。